# Chrysotrichia choliona
Chrysotrichia choliona är en nattsländeart som beskrevs av Olah 1989. Chrysotrichia choliona ingår i släktet Chrysotrichia och familjen smånattsländor. Inga underarter finns listade i Catalogue of Life.